# Mike Birbiglia
Mike Birbiglia (Shrewsbury (Massachusetts), 20 juni 1978) is een Amerikaans stand-upcomedian, acteur, regisseur, producer en schrijver.

## Biografie
Birbiglia werd geboren in Shrewsbury, Massachusetts en is de zoon van Mary Jean McKenzie, een verpleegster en Vincent Paul Birbiglia, een arts. Hij is de jongste van vier kinderen. Hij zegt dat het zien van komiek Steven Wright hem inspireerde om op 16-jarige leeftijd grappen te gaan schrijven.
Hij volgde de Universiteit van Georgetown en studeerde in 2000 af met een graad in Engels. Hij maakte zijn regiedebuut met Sleepwalk with Me, gebaseerd op zijn onemanshow. De film ging in première op het Sundance Film Festival 2012 en won daarmee de Best of NEXT publieksprijs.

## Filmografie

### Films
*Exclusief televisiefilms
- Stanley Cuba (2007)
- Going the Distance (2010)
- Cedar Rapids (2011)
- Your Sister's Sister (2011)
- Sleepwalk with Me (2012 - tevens regie en scenario)
- The Fault in Our Stars (2014)
- Adult Beginners (2014)
- Annie (2014)
- Digging for Fire (2015)
- Hot Pursuit (2015)
- Trainwreck (2015)
- Don't Think Twice (2016 - tevens regie, producent en scenario)
- Popstar: Never Stop Never Stopping (2016)
- Tramps (2016)
- A Man Called Otto (2022)

### Televisieseries
*Exclusief eenmalige gastrollen
- Inside Amy Schumer (2014-2015, 2 afleveringen)
- Orange Is the New Black (2015-2016, 12 afleveringen)
- Billions (2018-2020, 7 afleveringen)
- Summer Camp Island (2018-2023, 17 afleveringen)
- Human Resources (2022, 4 afleveringen)

### Stand-up specials
- Comedy Central Presents (2004 - tevens scenario)
- What I Should Have Said Was Nothing (2008 - tevens uitvoerend producent en scenario)
- Mike Birbiglia's Secret Public Journal (2008 - tevens producent en scenario)
- My Girlfriend's Boyfriend (2013 - tevens uitvoerend producent en scenario)
- Thank God for Jokes (2017 - tevens uitvoerend producent en scenario)
- The New One (2019 - tevens scenario)
- The Old Man & The Pool (2023 - tevens uitvoerend producent en scenario)

### Videoclips
- "Anti-Hero" van Taylor Swift (2022)

## Discografie

### Albums
- Dog Years (2004)
- My Secret Public Album (2005)
- Two Drink Mike (2006 - tevens dvd in digipack)
- My Secret Public Journal Live (2007)
- Sleepwalk With Me (2011)
- Thank God For Jokes (2019)
- The New One (2020)

### Dvd's
- Two Drink Mike (2006 - tevens cd in digipack)
- What I Should Have Said Was Nothing (2008)
- My Girlfriend's Boyfriend (2013)

## Prijzen en nominaties
| Jaar | Prijs                      | Categorie                                                   | Werk                      | Uitslag     |
| ---- | -------------------------- | ----------------------------------------------------------- | ------------------------- | ----------- |
| 2009 | Drama Desk Awards          | Outstanding One-Person Show                                 | Sleepwalk with Me         | Genomineerd |
| 2011 | Drama Desk Awards          | Outstanding One-Person Show                                 | My Girlfriend's Boyfriend | Genomineerd |
| 2012 | Sundance Film Festival     | Best of NEXT publieksprijs                                  | Sleepwalk with Me         | Gewonnen    |
| 2012 | Filmfestival van Zürich    | Beste internationale speelfilm                              | Sleepwalk with Me         | Gewonnen    |
| 2014 | American Comedy Awards     | Comedy Special of the Year                                  | My Girlfriend's Boyfriend | Genomineerd |
| 2016 | Screen Actors Guild Awards | Uitstekende prestatie door een ensemble in een komedieserie | Orange Is the New Black   | Gewonnen    |
| 2019 | Drama Desk Awards          | Outstanding One-Person Show                                 | The New One               | Gewonnen    |
| 2024 | Critics Choice Awards      | Beste comedy special                                        | The Old Man & The Pool    | Genomineerd |
| 2024 | Primetime Emmy Awards      | Outstanding Writing for a Variety Special                   | The Old Man & The Pool    | Genomineerd |